# Ablabesmyia caliptera
Ablabesmyia caliptera är en tvåvingeart som först beskrevs av Jean-Jacques Kieffer 1906.  Ablabesmyia caliptera ingår i släktet Ablabesmyia och familjen fjädermyggor.
Artens utbredningsområde är Frankrike. Inga underarter finns listade i Catalogue of Life.